# Gabler-orgel van de basiliek van de abdij van Weingarten

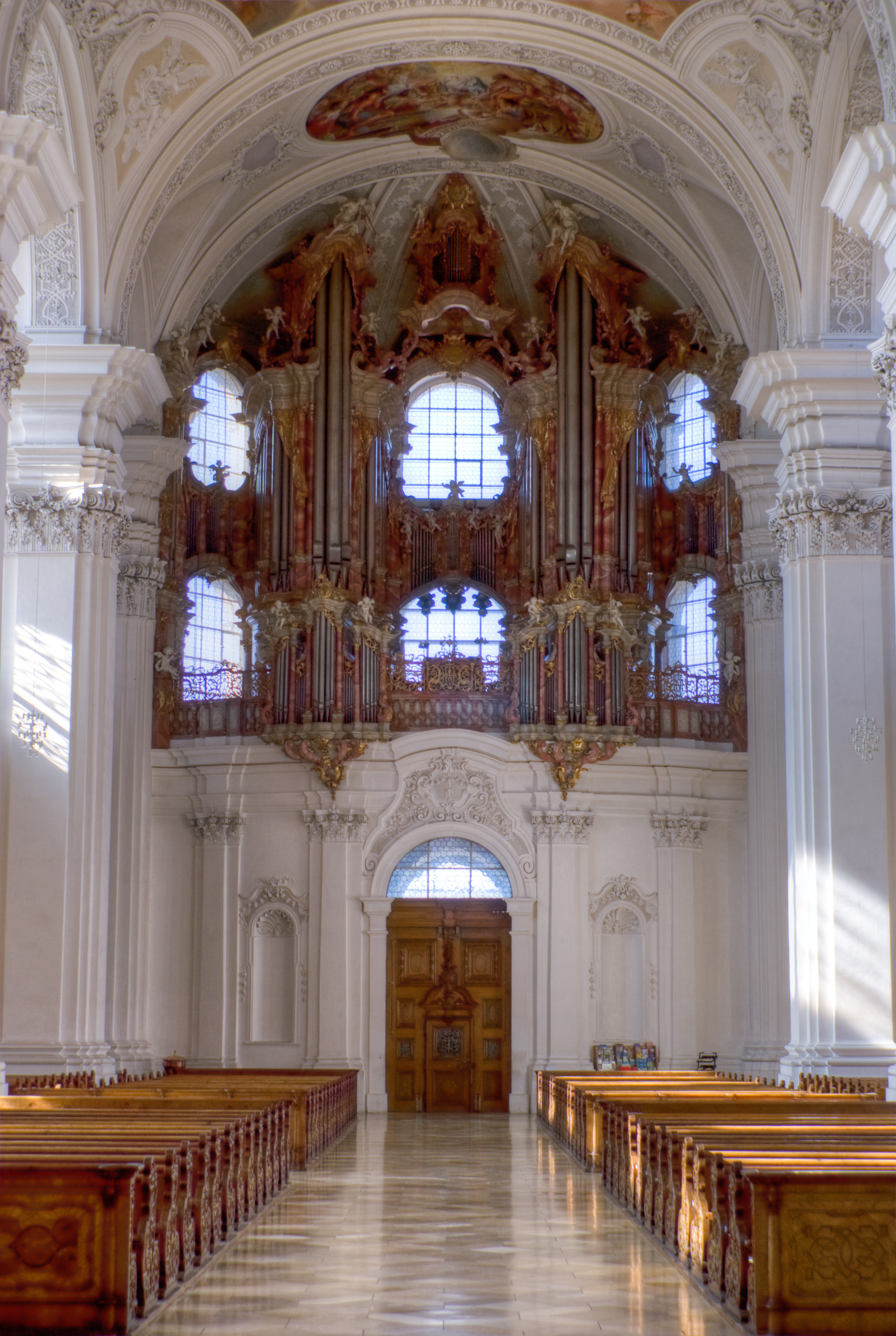
Het orgel

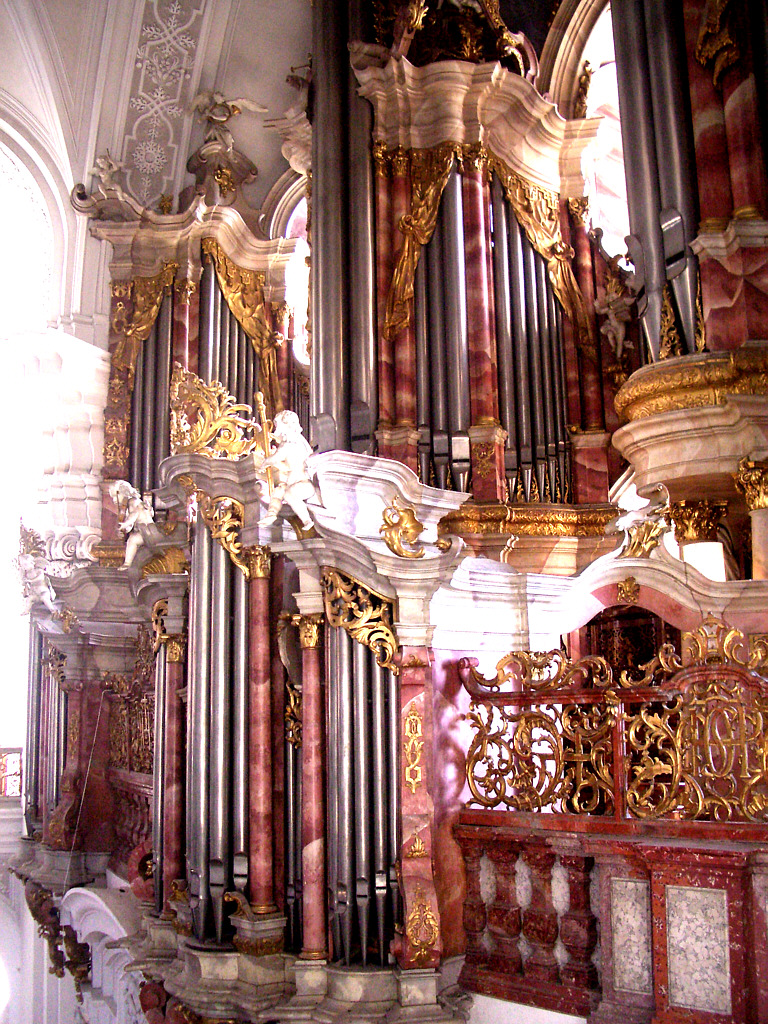
Aanblik vanaf het balkon

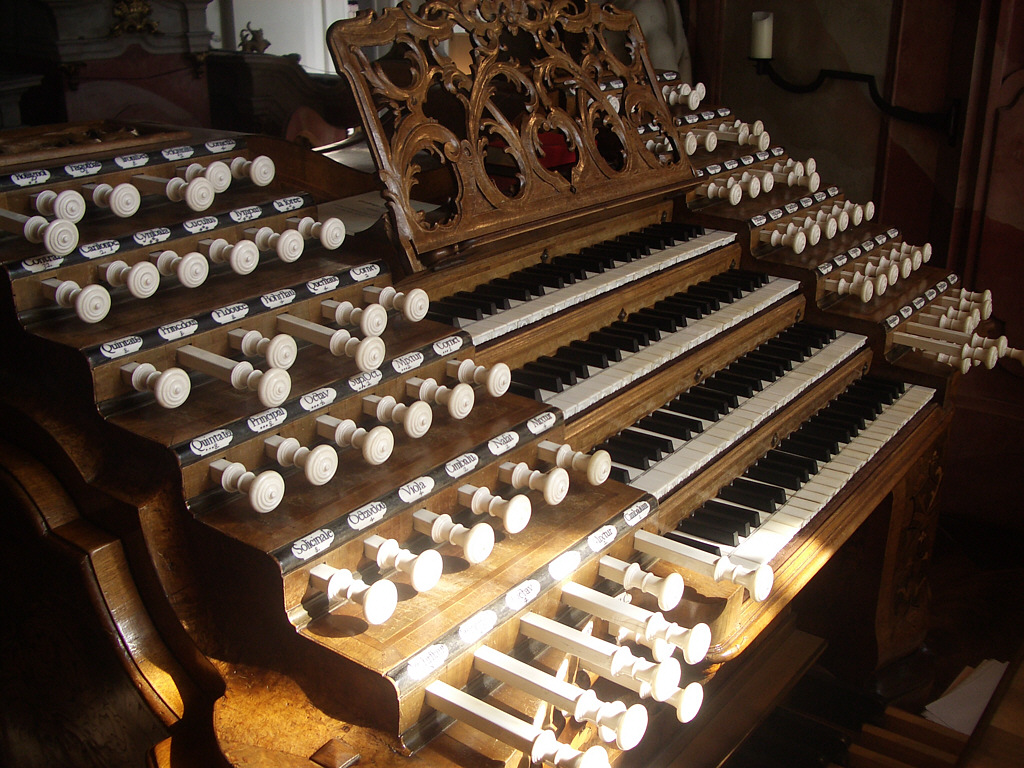
Klavieren van het orgel.

Het Gabler-orgel van de basiliek van de abdij van Weingarten in Württemberg in Duitsland werd tussen 1737 en 1750 gebouwd door de orgelbouwer Joseph Gabler uit Ochsenhausen voor de in de middeleeuwen opgerichte Benedictijner abdij Weingarten.

## Beschrijving
De met ornamenten bewerkte speeltafel is het eerste merkwaardige aspect van het orgel. Het was namelijk de eerste op afstand bedienbare apparatuur die gebruikt werd voor een orgel. Het instrument heeft 4 manualen, ingedeeld in hoofdwerk, bovenwerk, onderwerk en borstwerk. Alle manualen hebben 49 toetsen (vier octaven). Het aangehangen pedaal werd in 1981-83 omgebouwd tot zelfstandig pedaal. Het orgel heeft een totaal van 63 registers en 6631 pijpen.
Het orgel wordt omringd zes grote ramen. De middelste twee torens bevatten in het front de prestant 16' van het hoofdwerk. Het grootste deel van het orgel wordt bezet door de fluiten.
Nadat het in 1953 uitbreidingen en verbouwingen had ondergaan is het in de jaren 1981-1983 gerestaureerd door Kuhn orgelbouw. Hierbij is zo veel mogelijk de oude situatie hersteld, op het pedaal na, dat is uitgebreid.

## Dispositie
| I Hauptwerk        |       |
| Praestant          | 16′   |
| Principal          | 8′    |
| Rohrflaut          | 8′    |
| Octav I-II         | 4'    |
| Superoctav II      | 2′+1′ |
| Hohlflaut          | 2′    |
| Mixtur IX-X        | 2′    |
| Cimbalum XII       | 1′    |
| Sequialter VIII-IX | 2′    |
| Piffaro V-VII      | 8′    |
| Trombetten         | 8′    |

| II Oberwerk      |     |
| Borduen II-III   | 16′ |
| Principal Tutti  | 8′  |
| Violoncell I-III | 8′  |
| Coppel           | 8′  |
| Hohlflaut        | 8′  |
| Unda maris       | 8′  |
| Solicinale       | 8′  |
| Mixtur IX-XII    | 4′  |

| II Kronpositiv |       |
| Octav douce    | 4′    |
| Viola II       | 4′+2′ |
| Cimbali II     | 2′+1′ |
| Nasat          | 2′    |

| III Echowerk    |     |
| Borduen         | 16′ |
| Principal       | 8′  |
| Flauten         | 8′  |
| Quintatön       | 8′  |
| Viola douce     | 8′  |
| Octav           | 4′  |
| Hohlflaut I-II  | 4′  |
| Piffaro doux II | 4′  |
| Superoctav      | 2′  |
| Mixtur V-VI     | 2′  |
| Cornet V-VI     | 1′  |
| Hautbois        | 8′  |

| IV Brustpositiv  |    |
| Principal doux   | 8′ |
| Flaut douce      | 8′ |
| Quintatön        | 8′ |
| Violoncell       | 8′ |
| Rohrflaut        | 4′ |
| Querflaut        | 4′ |
| Flaut travers II | 4′ |
| Flageolet        | 2′ |
| Cornet VIII-XI   | 2′ |
| Vox humana       | 8′ |
| Hautbois         | 4′ |
| Carillon         | 2′ |
|                  |    |
| Tremulant        |    |

| Hauptpedal       |         |
| Contrabaß II     | 32′+16′ |
| Subbaß           | 32′     |
| Octavbaß         | 16′     |
| Violonbaß II     | 16′+8′  |
| Mixturbaß V-VIII | 8′      |
| Posaunenbaß      | 16′     |
| Bombard          | 16′     |
| La force IL      | 4′      |
| Carillon ped.    | 2′      |

| Brustpedal         |     |
| Quintatönbaß       | 16′ |
| Superoctavbaß      | 8′  |
| Flaut douce        | 8′  |
| Violoncellbaß      | 8′  |
| Hohlflautbaß       | 4′  |
| Cornetbass X-XI    | 4′  |
| Sesquialter VI-VII | 3′  |
| Trombetbaß         | 8′  |
| Fagottbaß          | 8′  |

- Cuculus (Koekoek, bestaande uit vier houten pijpen)
- Rossignol (Nachtegaal : drie pijpen in een waterbad)
- Tympan (Pauk: drie houten pijpen (16') zwevend in G gestemd)
- Cymbala (drie klokjes die door wind in beweging kunnen worden gebracht)

## Afbeeldingen

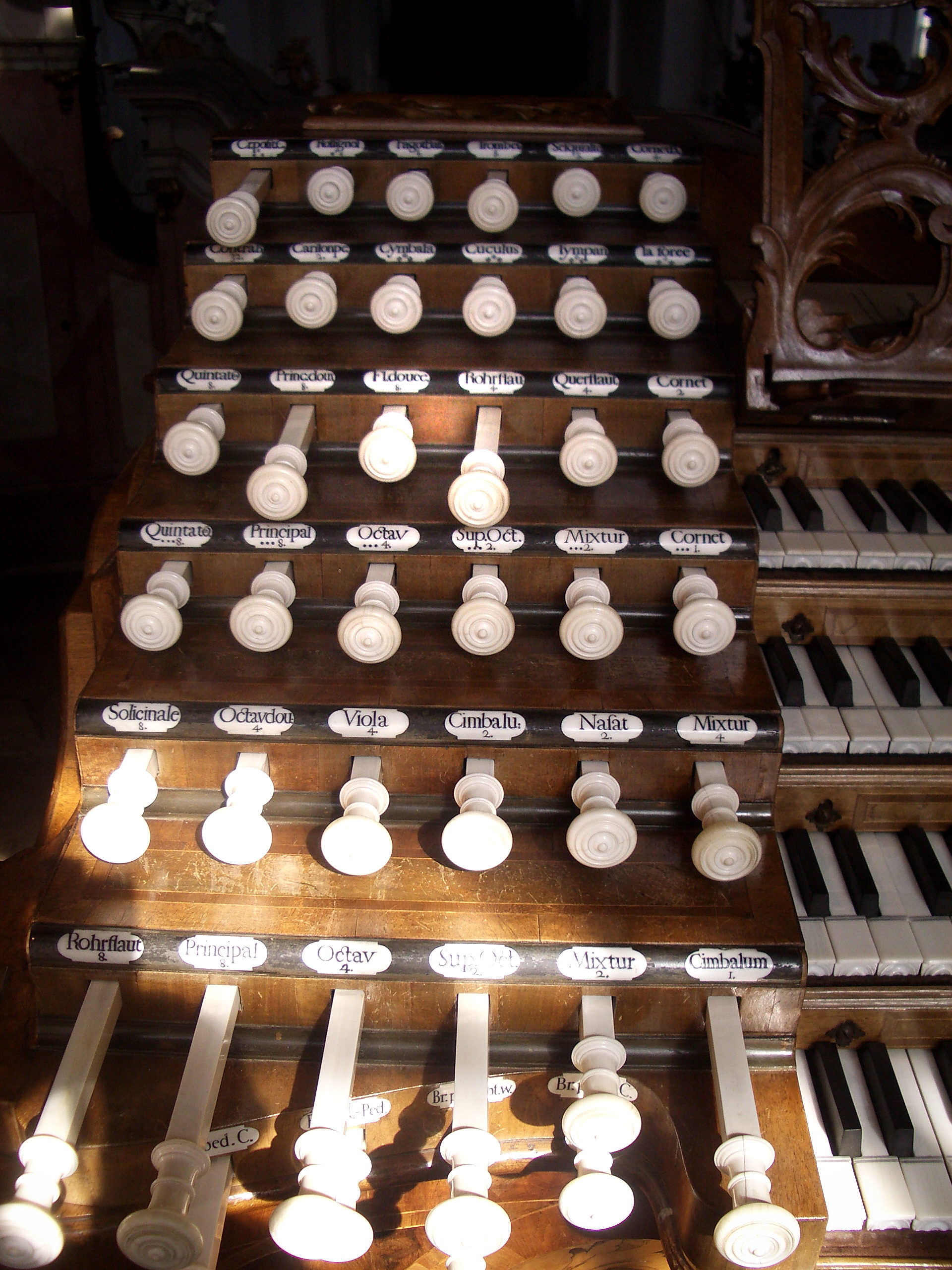
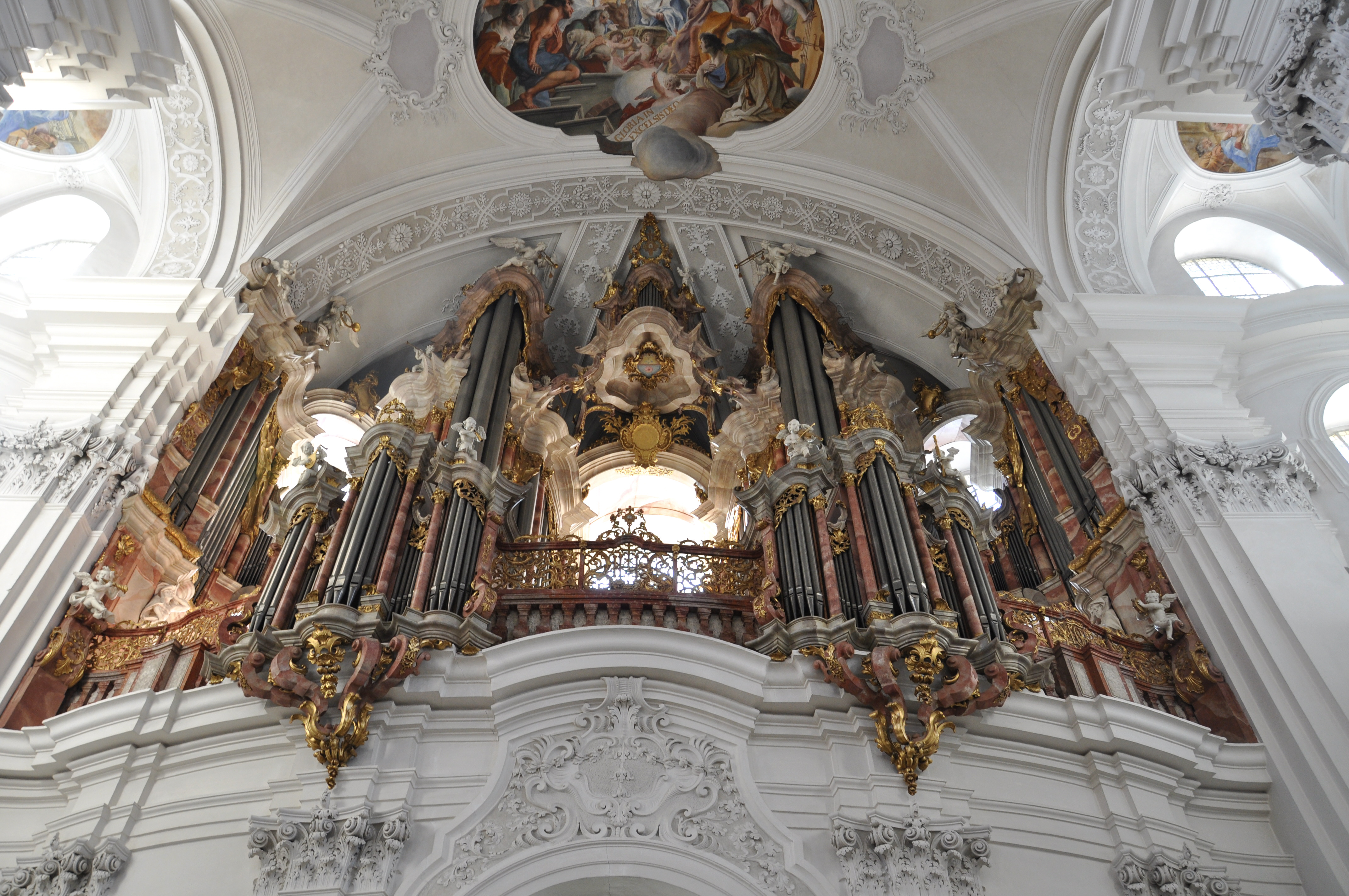
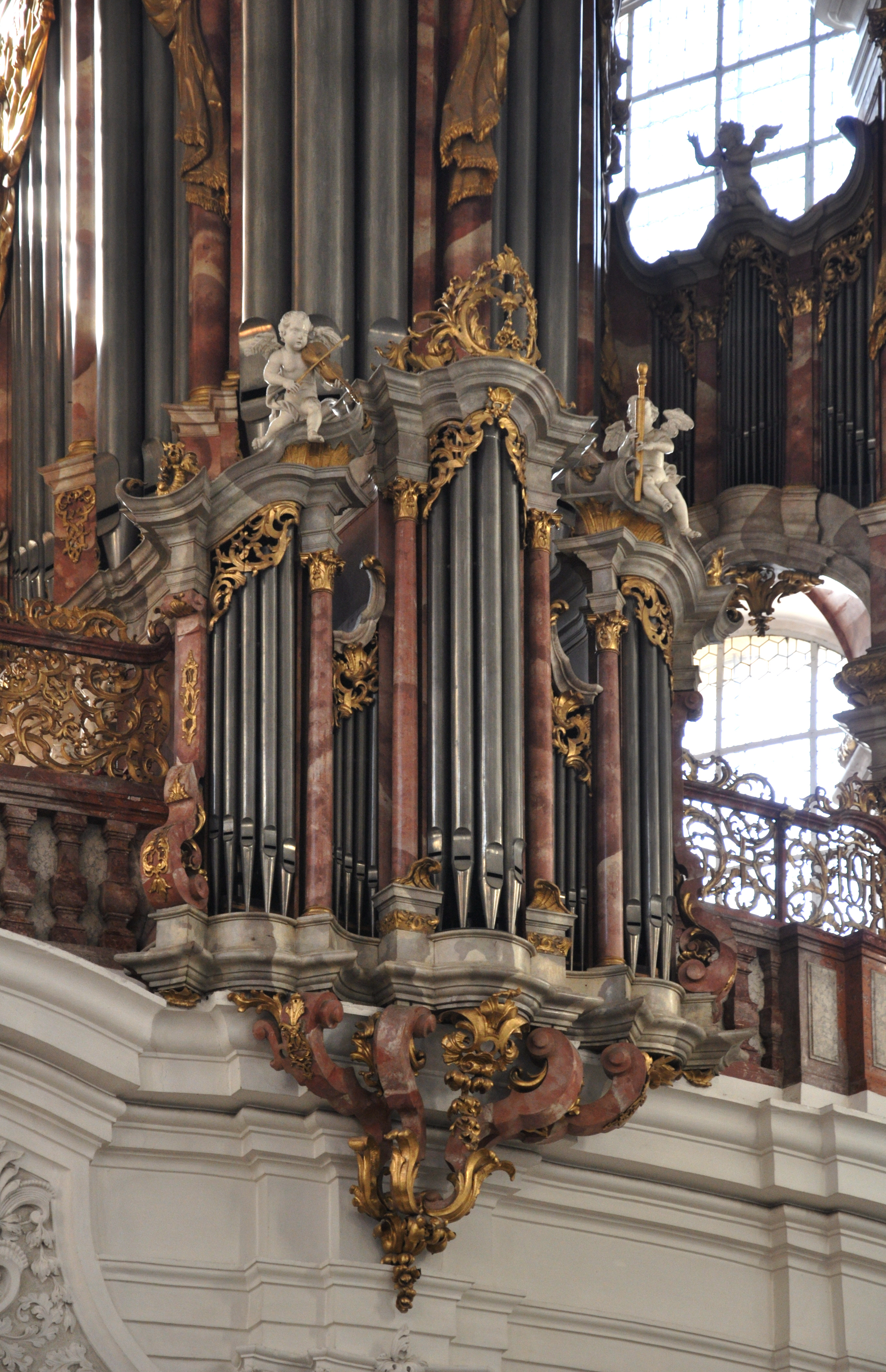
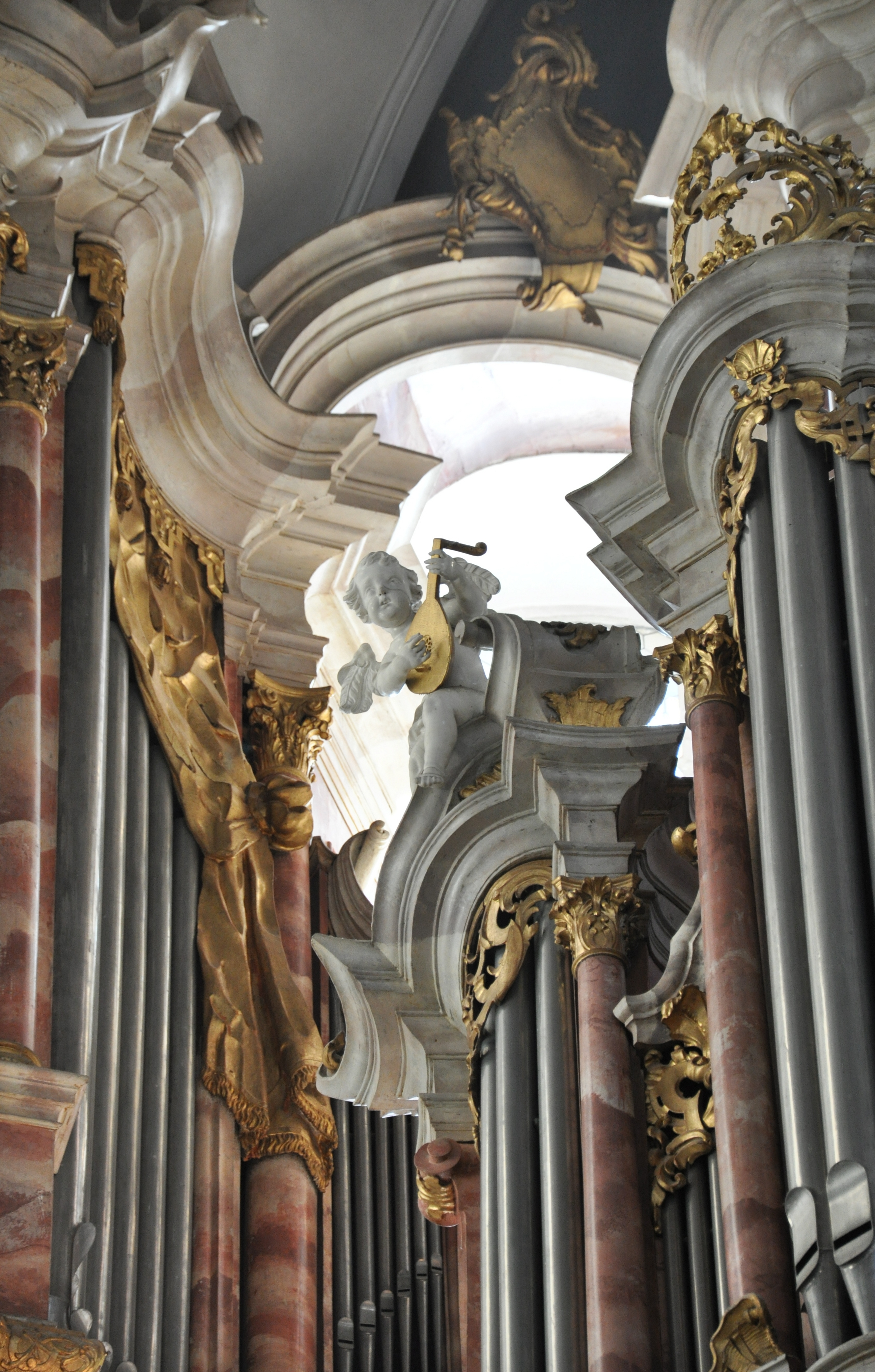